# جانيت جراسيلي براون
جانيت جراسيلي براون (4 أغسطس 1928) هي كيميائية تحليلية وعالمة طيفية أمريكية معروفة بعملها مع ستاندرد أويل أوهايو (الآن بي بي أمريكا) كباحثة صناعية في مجال التحليل الطيفي.
التحليل الطيفي هو تقنية تستخدم لقياس تفاعل الإشعاع الكهرومغناطيسي مع المادة. تشمل مجالات خبرتها مجالات مثل التحليل الطيفي الاهتزازي، والتقنيات الآلية المدمجة، والتحليل الطيفي المحوسب، والتحليل الطيفي البيئي. طورت تقنيات جديدة لحل مشاكل مثل تحديد الملوثات في البنزين، وتحليل تركيبة البلاستيك الجديد، وتحليل المشاكل البيئية مثل التلوث.
خلال مسيرتها المهنية، سعت جراسيلي براون إلى سد الفجوة بين البحث والتطبيقات العملية بين الصناعة والأوساط الأكاديمية. تعتبر واحدة من أهم المساهمين في قياس طيف الأشعة تحت الحمراء ورامان في القرن العشرين.

## النشأة
ولدت جراسيلي براون عام 1928 لأبوين مجريين مهاجرين نيكولاس وفيرا جيكسي. نشأت في حي مجري في منطقة طريق باكاي في كليفلاند بولاية أوهايو خلال فترة الكساد الكبير. كان والداها يقدران التعليم وشجعاهما على تلقي تعليم جامعي على الرغم من الصعوبات الاقتصادية والأسرية. حوالي عام 1946، افتتح والدها نشاطًا تجاريًا في إليريا بولاية أوهايو لصنع أجزاء من الألومنيوم المصبوب بالرمل. فشل المسبك في النهاية وأفلست الأسرة. مات شقيقها روبرت من ليمفوما هودجكين. بينما كانت في الكلية، انفصل والداها.

## التعليم
حضرت جراسيلي براون مدرسة هارفي رايس الابتدائية، وألكسندر هاملتون جونيور ومدرسة جون آدمز الثانوية في كليفلاند، أوهايو. في جون آدامز، كانت في برنامج المسار الجامعي وخططت للتخصص في اللغة الإنجليزية في الكلية. ومع ذلك، عندما التحقت بدرس الكيمياء الأول، وقعت في حب هذا الموضوع. أخبرها مدرس الكيمياء في المدرسة الثانوية أنها إذا تخصصت في الكيمياء، فسيكون قادرًا على منحها منحة دراسية إلى جامعته الأم، جامعة أوهايو، وهو ما فعله.
تخرجت جراسيلي براون من مدرسة جون آدمز الثانوية في عام 1946، والتحق بجامعة أوهايو من عام 1946 إلى عام 1950. عملت في قسم الكيمياء كمساعدة وفي المكتبة. كانت عضوا في فاي بيتا كابا. كانت الكيميائيّة الوحيدة في فصلها وحصلت على بكالوريوس العلوم بامتياز في عام 1950. في عام 1958، حصلت على ماجستير العلوم في الكيمياء من جامعة كيس ويسترن ريزيرف.
حصلت جراسيلي براون على ثلاثة عشر درجة فخرية من مؤسسات مختلفة بما في ذلك جامعة أوهايو (1978)، جامعة كلاركسون (1986)، جامعة ميتشيغان للتكنولوجيا (1989)، كلية ويلسون (1994)، جامعة كيس ويسترن ريزيرف (1995)، كلية نوتردام (1995)، كلية كينيون (1995)، كلية ماونت يونيون (1996)، جامعة ولاية كليفلاند (2000)، جامعة ولاية كينت (2000)، كلية أورسولين (2001)، جامعة ولاية يونغستاون (2003)، وجامعة بيكس، المجر (2002). 

## حياة مهنية

### ستاندرد أويل (بي بي أمريكا)
بعد تخرجها من جامعة أوهايو في عام 1950، عُرض على جراسيلي براون منصبًا وظيفيًا في ستاندرد أويل (الآن بي بي أمريكا) في كليفلاند كقائدة مشروع. من 1950-1978، عملت عن كثب مع أداة تسمى مطياف الأشعة تحت الحمراء. يستخدم هذا الجهاز لقياس امتصاص وانبعاث وانعكاس ضوء الأشعة تحت الحمراء المتفاعل مع الجزيء، كما يقيس اهتزازات الذرات لتحديد المجموعات الوظيفية.
خلال فترة عملها في ستاندرد أويل، استخدمت جراسيلي براون مقياس طيف الأشعة تحت الحمراء لفحص تركيز المواد، وسعت إلى إيجاد تطبيقات صناعية لها. بصفتها قائدة مشروع، قامت بتحليل تركيبات وقود الطائرات الألمانية في الحرب العالمية الثانية لفهم كيف تمكنت الطائرات الألمانية من توسيع نطاق رحلاتها. كما تشاورت مع مكتب الطب الشرعي في كليفلاند لتحليل عينات مجهولة في مسرح الجريمة.
في عام 1978، أصبحت مديرة مختبر العلوم التحليلية، وعملت هناك حتى عام 1983. في عام 1983، أصبحت مديرة قسم الدعم التكنولوجي، وعملت هناك حتى عام 1985 عندما أصبحت أول مديرة لأبحاث الشركات من 1985-1988. تقاعدت جراسيلي براون في يناير 1989 كأعلى موظفة في الشركة.

### بعد التقاعد
من 1989-1995، عملت غراسيللي براون كأستاذ زائر متميز ومدير تحسين البحث في جامعتها الأم، جامعة أوهايو. عملت أيضًا كرئيسة لمجلس الأمناء، ورئيس مجلس حكام ولاية أوهايو، وعضو مجلس أمناء مجلس المؤسسة لمدة تسع سنوات، وعضو في مجلس حكام كاتلر للعلماء.
عملت في العديد من اللجان والمجالس مثل اللجنة الاستشارية لمؤسسة العلوم الوطنية للكيمياء التحليلية (1982-1984)، والمجلس الاستشاري لبحوث الطاقة التابع لوزارة الطاقة الأمريكية (1987-1989)، واللجنة الزائرة للمعهد الوطني المعايير والتكنولوجيا (1988-1991)، والمجلس الاستشاري لمعرض مؤسسة سميثسونيان (1990-1994). ترأست اللجنة الوطنية الأمريكية للاتحاد الدولي للكيمياء البحتة والتطبيقية 1992-1995.
حررت غراسيلي براون المجلة الدولية التحليل الطيفي الاهتزازي. وهي عضو في الجمعية الكيميائية الأمريكية، وجمعية كوبلنتز، واتحاد جمعيات الكيمياء التحليلية والتحليل الطيفي، والجمعية الأمريكية لتقدم العلوم. كانت رئيسة جمعية التحليل الطيفي التطبيقي في عام 1970. وهي نشطة في تعزيز وظائف المرأة كعضو في المنتدى النسائي الدولي ولجنة المجلس القومي للبحوث حول المرأة في العلوم والهندسة. وهي من أشد المؤيدين للمرأة في مكان العمل وتدافع عن العمل بدوام جزئي للنساء، والأجور المتساوية، ومرافق رعاية الأطفال في الشركات.
ألقت جراسيلي براون أكثر من مائة محاضرة في مؤتمرات علمية، ومائة ندوة لطلاب الدراسات العليا، وأكثر من خمسمائة محاضرة لعامة الناس. و لا تزال مطلوبة على نطاق واسع كمتحدث ومستشار في المشكلات الصناعية والبيئية. تسافر إلى أوروبا الشرقية لتعليم استخدام التحليل الطيفي لقضايا تلوث التربة والهواء والمياه.

### المشاركة المدنية
تعمل جانيت في مجالس إدارة العديد من المنظمات غير الربحية مثل فريق التنمية المجرية كليفلاند، و أوركسترا كليفلاند، و مركز علوم البحيرات العظمى، و مؤسسة كليفلاند كلينك، و بريكثرو، و مشتل هولدن، و مارثا هولدن، مؤسسة جينينغز، وجمعية الفنون الموسيقية بأوركسترا كليفلاند، مجتمع واحد، IdeaStream، برامج كليفلاند للمنح الدراسية، ومعرض العلوم والهندسة في شمال شرق أوهايو.

## الحياة الشخصية
تزوجت غراسيلي براون مرتين، من زميلها روبرت جراسيللي (1957-1985) وزميلها في العمل جلين براون (1987-). كان لدى براون طفلان من زواجها السابق، روبن وإريك. لديهم الآن ثلاثة أحفاد. تواصل جانيت استخدام اسم غراسيلي لأنه الاسم الذي اشتهرت به مهنيًا.

## الإرث والجوائز
لدى غراسيلي براون أكثر من تسعين منشورًا وتسعة كتب وبراءة اختراع في مجال الأشعة تحت الحمراء ومطياف رامان.
في عام 1985، تم اختيارها كواحدة من أبرز النساء في القرن العشرين. وهي أول امرأة يتم إدخالها في الجمعيات الكيميائية المجرية والنمساوية. في عام 2002، حصلت غراسيلي براون على وسام إليس الوطني للشرف واختيرت عالمة السنة علي مستوى العالم لهذا العام.
في عام 1991، كانت غراسيلي براون أول امرأة يتم إدخالها إلى قاعة مشاهير العلوم والتكنولوجيا في أوهايو. تم إدخالها إلى قاعة مشاهير نساء أوهايو في عام 1989 وهي أيضًا عضو في قاعة مشاهير كليفلاند الدولية. في عام 2004، تم اختيار جراسيلي براون لتكون جزءًا من كتاب «أوهايو 200 عام، 200 امرأة: أوهايو الأولى والأفضل».
اعتبارًا من عام 2013، تبرعت جانيت جراسيلي براون بأوراقها لمركز ماهن للأرشيفات والمجموعات الخاصة في جامعتها الأم، جامعة أوهايو.

## المنشورات
- أطلس CRC للبيانات الطيفية والثوابت الفيزيائية للمركبات العضوية، المجلد 3 (1975)
- مطيافية الأشعة تحت الحمراء ورامان، الجزء الأول (1976)
- التطبيقات الكيميائية لمطياف رامان (1981)
- النهج التحليلي (1983)
- 1985 المؤتمر الدولي حول فورييه ومطياف الأشعة تحت الحمراء المحوسب (1985)
- كتيب البيانات عن المركبات العضوية، المجلد 11 (1992)

## الجوائز
- جائزة الخدمة المتميزة لجمعية التحليل الطيفي التطبيقي (1985)[3]
- وسام جارفان من الجمعية الكيميائية الأمريكية (1986)
- جائزة فيشر في الكيمياء التحليلية من الجمعية الكيميائية الأمريكية (1993)
- جائزة ويلفريد آر وآن لي كونكر من جامعة أوهايو (2003)[17]
- جائزة اقتباس المؤسس من جامعة أوهايو (2003-4)[13]
- الجائزة الأمريكية الكبرى من مؤسسة ستان هيويت (2004)[9]
- تكريما لجائزة الخدمة العامة (2006)
- جائزة إلهام ليونا هيوز من قبل النساء في العمل الخيري بجامعة أوهايو (2010)
- وسام الاستحقاق الرئاسي من جمهورية المجر (2012)[14]
- جائزة سفير مدى الحياة من (مجتمع واحد) (2014)[18]
- وسام الاستحقاق من رابطة الخريجين من جامعة أوهايو
- جائزة خريجة العام من جامعة أوهايو
- جائزة John C. Baker Founders Award من جامعة أوهايو